# Форониди
Форониди (Phoronida, на гръцки phoros, нося + nidus, гнездо) са тип безгръбначни червеобразни животни. Те са морски животни, които живеят на дъното под формата на купчинки. Хранят се с планктон. Срещат се и в Черно море.

## Морфология
Всеки индивид живее в хитинова тръбичка. Тялото е цилиндрично, несегментирано с дължина до 8 cm. На цвят са зелени, червени или оранжеви. В горния си край притежава венец от двойноспирален лофофор с ресничести пипала вариращи от 20 до 500 бр. Отвън тялото е покрито с кутикула.
Притежават уста намираща се в лофофора. Липсва дихателна система, а организмите дишат с цялото тяло. Кръвоносната система е представена от два удължени ствола, от които излизат по-малки разклонения. В кръвта има клетъчни телца с хемоглобин. Отделителната система се състои от нефридии. Нервната система е представена от нервен кръг около устата и отделни влакна спускащи се към тялото.
Форонидите са хермафродитни животни. Половите продукти излизат от нефридиите извън тялото. Развитието им преминава през ларвен стадий, а ларвата се нарича актинотрох.

## Произход и систематика
Ларвата на форонидите прилича на тази на мекотелите и начленените червеи. Въпреки това обаче произходът им е неясен. Това е и типа животни представени с най-малко видове (от 11 до 18) и най-слабо проучен. Образуват едно семейство с два рода:
- Phoronis
- Phoronopsis